# Les Batailles de Coxinga
Les Batailles de Coxinga (国姓爺合戦, Kokusen'ya Kassen) est un spectacle de marionnettes du dramaturge japonais Chikamatsu. C'est une de ses pièces les plus populaires : d'abord mise en scène le 26 novembre 1715, à Osaka, elle est jouée pendant dix-sept mois d'affilée, alors que certains titres ne restaient à l'affiche souvent que quelques semaines ou mois. Sa popularité durable peut être largement attribuée à son efficacité en tant que divertissement : ses nombreuses scènes sur une période de plus de sept ans suivent les aventures de Kokusenya (basées sur les aventures du personnage historique réel Koxinga  qui est resté dans les esprits comme le fondateur de Taïwan. La pièce est inspirée de la réalité, (c'est une pièce relavant de la catégorie dite historique, jidaimono) et brode sur le thème de la restauration de la dynastie légitime de la Chine des Ming face aux Tartares. La trame particulièrement bien adaptée au théâtre de marionnettes, puisque le « méchant » Ri Tōten par exemple se crève un œil sur scène (pour prouver sa loyauté).  Donald Keene suggère que les aventures dans la Chine exotiques sont bien accueillies dans le Japon isolationniste des Tokugawa. D'un point de vue stylistique. La pièce n'est pas considérée comme l'égale de quelques-unes des tragédies domestiques de Chikamatsu comme les Suicides d'amour à Sonezaki, dont la qualité littéraire est exceptionnelle, mais elle passe généralement pour sa meilleure pièce historique.

## Synopsis

### Acte 1

#### Scène 1
L'intrigue commence en mai 1644. Nous sommes à la cour luxueuse et débauchée de l'empereur chinois appelé Shisōretsu (qui figure en réalité Ming Chongzhen, dix-septième souverain de la dynastie Ming). Sa femme est sur le point de donner naissance à leur premier fils et futur prince héritier. De son côté Ryūkakun, épouse du fidèle et sagace conseiller Go Sankei, qui vient d'accoucher, devient la nourrice de l'héritier impérial.
Le Grand Roi de Tartarie (les Mandchous) envoie le prince Bairoku comme émissaire à la cour. La demande de l'émissaire est que l'épouse de l'empereur lui soit envoyée pour être mariée au Grand Roi. Le ministre et général de la droite, Ri Tōten révèle que le Grand Roi pense pouvoir faire cette demande car en 1641, Ri Tōten a demandé dix millions de boisseaux de grain pour soulager la famine et qu'en échange, il a donné sa parole que plus tard, les Tartares pourraient lui demander tout ce qu'ils voulaient.
Go Sankei s'oppose à ce que la promesse de Ri Tōten soit tenue, soulignant l'immoralité et la folie pure et simple de renvoyer l'impératrice avec l'héritier. L'envoyé est profondément offensé. Il se lève pour partir en proférant des menaces de guerre quand Ri Tōten prend son poignard, s'énucle l'œil gauche et le présente à l'empereur qui se retire rasséréné.

#### Scène 2
L'empereur, favorablement impressionné par le sacrifice de Ri Tōten décide de lui donner la main de sa petite sœur, la belle princesse Sendan. Cependant, celle-ci s'oppose à toute idée de mariage aussi l'empereur l'oblige-t-elle à donner son consentement à l'issue d'une bataille simulée entre 200 dames de la cour brandissant des branches de prunier et de cerisiers. Suivant les instructions de l'empereur, les porteuses de prunes perdent, condamnant Sendan au mariage.
Alarmé par l'agitation de la bataille, Go Sankei s'habille en hâte et se précipite sur les lieux revêtu de son armure. Quand il découvre l'absurdité de la bataille simulée, il reproche longuement à l'empereur d'alarmer le palais et de donner le mauvais exemple. Plus généralement, il lui reproche ses extravagances, son aversion pour la gouvernance, il critique sa négligence et le tance car il ne sait même pas que c'est Ri Tōten qui est responsable en personne de la famine puisqu'il a volé le riz des entrepôts impériaux et utilisé son gain mal acquis pour soudoyer et corrompre autour de lui  dans tout le pays. Surtout, il lui reproche de ne pas avoir compris que si Ri Tōten s'était crevé l'œil, c'était en fait un message aux Tartares pour leur signifier qu'ils avaient son soutien complet et devaient passer à l'action (Go Sankei « prouve » ce qu'il avance grâce à l'utilisation du yin et yang et la divination à base d'idéogrammes).
Alors que l'empereur rabroue Go Sankei, une ancienne plaque portant le nom de la dynastie se brise. Dans un grand tumulte, l'ancien émissaire pénètre dans le palais à la tête d'une troupe hostile. Go Sankei et ses troupes sont en infériorité numérique et ne peuvent résister à l'assaillant. Go Sankei ordonne à Ryūkakun d'emmener la princesse dans un port appelé Kaidō ; Go Sankei et ses hommes se frayent un chemin à travers les troupes adverses et assurent l'évasion de l'impératrice et de l'empereur. Avant même que les troupes de Go Sankei n'aient pu remplir leur mission, Ri Tōten et son frère Ri Kaihō (李海方) ont réussi à se saisir de l'empereur et à lui couper la tête. Tōten emporte ce trophée pour le présenter au Grand Roi. Ri Kaihō reste pour emmener l'impératrice en résidence surveillée. À son retour, Go Sankei tue Ri Kaihō et malgré sa tristesse récupère les regalia sur le corps sans vie de l'empereur. Il fuit vers la côte à Kaidō accompagné de son propre fils et de l'impératrice.

#### Scène 3
Malheureusement pour les trois fugitifs, à Kaidō aucun navire ne peut les prendre à bord et les amener en lieu sûr. Ils sont poursuivis par des arquebusiers qui tuent l'impératrice. Go Sankei se rend compte que l'héritier légitime du trône peut encore être sauvé. Avec son épée, il réalise une césarienne et dégage le prince vivant. Les troupes adverses ne se rendront-elles pas compte que le prince a survécu quand ils verront le ventre vide ? Stoïque, Go Sankei tue son propre fils et place le cadavre du nouveau-né dans le ventre de l'impératrice pour gagner du temps et tromper l'ennemi.
Go Sankei ne croise ni Ryūkakun ni la princesse. Ryūkakun tend une embuscade à l'un des hommes de main de Ri Tōten, s'empare de son bateau et de son épée. Elle met la princesse dans le bateau et pousse l'embarcation dans les flots la livrant aux éléments en espérant que la princesse navigue sans encombre sur les terres d'un vieux courtisan exilé au Japon, Ikkan ou Tei Shiryû Rōikkan.
Ryūkakun reste sur le rivage et périt en combattant les Tartares ; ceux-ci partent convaincus que tous (le prince compris) ont trouvé la mort, Go Sankei serait le seul survivant mais ce dernier ne les inquiète pas.

### Acte 2

#### Scène 1
Le 2e acte s'ouvre sur un paisible village de pêche japonais où le « Grand Tuteur » Tei Shiryû s'est réfugié après avoir été banni de Chine, il y a fort longtemps. Il s'y est remarié et a eu un fils, Watōnai (和藤内), dont il a fait  pêcheur et qui a épousé une robuste femme de la mer. Il n'a cessé d'étudier tous les textes que son père avait apportés de Chine. Il a étudié avec ardeur les ouvrages consacrés à la stratégie et aux tactiques militaires ainsi qu'aux récits de bataille. Mais en dépit de ses efforts sincères, il peine à comprendre les questions militaires jusqu'au jour ou, marchant sur la plage, il épie une palourde et une pie-grièche qui s'affrontent. Le bec de la pie-grièche est coincé dans la coquille de la palourde et elle ne parvient pas à se dégager. La palourde, elle, se sait vulnérable car elle sait qu'elle ne sera en sécurité que tant qu'elle  bloquera le bec de l'oiseau. La leçon que Watōnai tire de cette observation est qu'il est rusé de « provoquer une querelle entre ses deux adversaires pour ensuite de se saisir d'eux quand ils s'y attendent le moins ». Watōnai décide immédiatement d'essayer d'appliquer ce qu'il vient de comprendre aux batailles opposant la Chine et la Tartarie.
À peine Komutsu (小むつ), l'épouse de Watōnai a-t-elle séparé la pie-grièche et la palourde qu'ils voient un petit bateau dériver dans leur direction. La princesse Sendan est à bord. Ni Watōnai ni Komutsu ne parlent le chinois. Perplexes et ne sachant que faire, ils appellent Tei Shiryū qui fait le lien entre Sendan et son propre exil. Sendan raconte alors ses mésaventures.
Encouragé par une prophétie de victoire proférée par l'épouse japonaise de Tei Shiryū et par l'analyse des idéogrammes et d'une divination I Ching, Watōnai décide de partir reconquérir la Chine pour l'empereur Ming. Watōnai tente de partir sans Komutsu qui s'érige contre ce choix et tente de le convaincre de la battre d'abord à mort avec sa rame. Bien sûr, Watōnai refuse. Il se radoucit quand elle menace de se jeter de la falaise;  il n'avait fait que l'éprouver pour voir s'il pouvait réellement lui confier la princesse. Une fois Watōnai rassuré, ils embarquent avec Tei Shiryū et sa femme, cap sur la Chine.

#### Scène 2
Arrivé en Chine, Tei Shiryū a un plan. Avant son exil, il avait laissé sa fille nommée Kinshōjo sur le continent, elle a épousé un  puissant seigneur, un général nommé Gojōgun Kanki. Si Kanki se laisse persuader, il pourrait accepter de se rebeller et d'unir ses forces aux leurs et à celles de Go Sankei contre la puissance occupante.
Ils décident de se séparer et de prendre des routes séparées pour éviter les soupçons. En passant par la « Forêt de bambous de mille lieues », Watōnai et sa mère rencontrent un grand tigre très féroce retranché là à cause d'une chasse dont il est la proie. Watōnai bat le tigre et obtient sa soumission. An Taijin, sous-fifre de Ri Tōten, se précipite avec ses troupes, ils avaient l'intention de décapiter le tigre et d'offrir la tête au Grand Roi.
Watōnai refuse de leur donner le tigre. La lutte commence mais le tigre intervient, disperse et brise l'armement des opposants. Watōnai saisit An Taijin et le jette contre un rocher. Son corps se brise sur le roc et il meurt. Les officiers et soldats avouent ne pas particulièrement enthousiasmés par le ralliement à la Tartarie et son régime et choisissent de se joindre à Watōnai qui leur rase alors la tête à la japonaise et leur donne de nouveaux noms, ils sont rebaptisés « Luçon bei » ou « Siam tarō » ou « Jakarta bei » et même « Angleterre bei ».

### Acte 3

#### Scène 1
Avec ses nouveaux compagnons, Watōnai  pense attaquer immédiatement l'imprenable château des lions. Il fait valoir que sa demi-sœur n'a jamais envoyé une lettre à Tei Shiryû son père ce qui prouve sa déloyauté. La mère l'en dissuade, soulignant qu'une épouse doit obéissance à son mari. Tei Shiryû demande l'autorisation d'entrer, il sollicite une audience privée avec le général Kanki. Mais Kanki est absent aussi Tei Shiryû demande à parler à l'épouse de Kanki en mentionnant qu'il vient d'arriver du Japon. Gênés par sa demande et le fait qu'il soit étranger, les gardes commencent à les menacer et se préparer à les affronter. Kinshōjo qui a entendu le tumulte intervient. Elle leur ordonne de « ne rien faire de violent ». Elle demande aux visiteurs de se présenter et Tei Shiryû se révèle son identité.
Kinshōjo veut s'assurer est bien celui qu'il prétend être. Quelle preuve apporter? Son père lui répond que son visage doit être comparé à un portrait qu'il a fait de lui-même et qu'il lui a confié il y a tant d'années. Cette preuve concluante règle la question.
Kinshōjo est prête à les laisser passer mais le Grand Roi de Tartarie a donné l'ordre que les étrangers ne soient  autorisés à entrer dans aucune forteresse. Kinshōjo demande aux soldats de faire une exception pour sa belle-mère et ils acquiescent à la condition qu'elle soit attachée comme un criminel car ainsi ils pourraient être suspectés d'avoir enfreint les ordres.
Avant qu'elle ne passe la porte, elle dit à Tei Shiryû et Watōnai qui l'attendront à l'extérieur que, si les négociations se passent bien, elle versera un colorant blanc dans la citerne du château qui se déversera dans la rivière coulant à l'extérieur de l'enceinte, mais si les négociations échouent, le colorant sera rouge.

#### Scène 2
Les servantes de Kinshōjo sont en train de s'activent pour essayer de trouver des plats dignes de sa belle-mère, quand Kanki revient avec de bonnes nouvelles : il a été promu par le Grand Roi au rang de général de cavalerie il est désormais à la tête de 100 000 cavaliers. Kanki est ému à la vue de la vieille femme et de ses retrouvailles et cet amour pour sa belle-fille qui l'a incitée à traverser les océans. Elle lui demande d'aider Watōnai. Sa réponse est favorable mais il hésite à lui donner une réponse immédiate ; il demande à réfléchir. La belle-mère le presse de répondre. Contraint, il accepte puis tente de tuer Kinshōjo. Mais la vieille femme intervient et réprimande Kanki d'avoir essayé de tuer son épouse. Kanki explique que s'il ne tue pas Kinshōjo avant d'annoncer l'alliance, il sera humilié aux yeux du monde entier car on prétendrait alors qu'il n'a pas rejoint la rébellion de Watōnai par principe, mais parce qu'il était entièrement dominé par sa femme. Kinshōjo accepte le raisonnement de Kanki et s'avance vers son épée. Une fois de plus, la belle-mère intervient le cœur serré. Elle se dit que si elle accepte que sa belle-fille soit tuée lors de leur toute première rencontre alors les rumeurs iront bon train arguant que la belle-mère japonaise détestait sa belle-fille chinoise bien que trois mille lieues les séparant et qu'elle a exigé qu'elle soit mise à mort sous ses yeux. Elle serait ainsi non seulement déshonorée mais coupable de déshonorer le Japon en laissant croire que les Japonais sont cruels. 
Kinshōjo, convaincue, fond en larmes. À cette vue, Kanki se rend compte qu'il lui est impossible de rejoindre Watōnai et devient de fait son adversaire. Kinshōjo va dans sa chambre pour donner le signal de l'échec et répand du colorant rouge. Watōnai fait irruption sans se préoccuper des gardes. Kanki et lui ont dégainé leur sabre quand Kinshōjo revient : cette couleur rouge n'est pas du colorant, elle vient de s'ouvrir le ventre. Kanki et Watōnai sont stupéfaits mais maintenant que Kinshōjo est en train de mourir, Kanki peut unir ses forces à celles de Watōnai. Kanki baptise Watōnai d'un nouveau nom qu'il rendra célèbre : Coxinga.
La mère de Coxinga est heureuse de ce dénouement mais pour que l'honneur soit sauf, elle se coupe la carotide et se transperce le foie. Dans un dernier souffle, elle exhorte Coxinga à vaincre sans pitié les hordes de Tartarie et d'obéir filialement à Tei Shiryû. Elle pousse son dernier soupir au même moment que Kinshōjo.
Coxinga sort, il va respecter cette dernière volonté il est maintenant à la tête d'une armée.

### Acte 4

#### Scène 1
Au Japon, Komutsu apprend que Coxinga a réussi à convaincre Kanki d'être son allié. Joyeuse, elle se rend au sanctuaire de Sumiyoshi, dieu de la mer, à Matsuura. Elle prie et commence s'exercer avec son grand sabre de bois bokken; certaines de ses prières sont exaucées : bientôt, elle est si experte qu'elle parvient à couper une branche d'arbre d'un seul coup. Encouragée, elle propose à la princesse Sendan d'embarquer avec elle sur un navire marchand en partance pour la Chine. La princesse accepte.

#### Scène 2
Au port, Sendan et Komatsu demandent à un jeune pêcheur portant une étrange coiffure à l'ancienne de les prendre sur son bateau. Il accepte et tout en leur expliquant la géographie et leur parlent des différentes îles, il les emmène en Chine. Mais grâce à ses pouvoirs surnaturels, ils arrivent à destination en un clin d'œil. Le jeune homme leur explique qu'il est le « fils du dieu de la mer de Sumiyoshi ».

#### Scène 3
Mais revenons à Go Sankei. Pendant deux ans, fugitif, il a erré dans le désert et les régions éloignées de la Chine, évitant les agents de Ri Tōten et faisant l'éducation du jeune prince. Nous le voyons gravir la « Montagne des 9 immortels » parvenir au sommet, portant le prince dans ses bras, il est épuisé.
Alors qu'il se repose, il voit alors « deux vieillards aux sourcils broussailleux et aux cheveux blancs, apparemment en parfaite harmonie avec la brise se frayant dans la pinède, ils sont comme deux amis ayant vécu ensemble pendant de longues années ». Ils sont tout à leur partie de Go. Go Sankei leur demande comment ils peuvent être si captivés sans avoir pour eux ni le confort de la musique, ni  celui de la poésie et du vin ? Ils lui répondent que contrairement aux apparences ce jeu est bien plus qu'un jeu, à leurs yeux il est le monde ou s'affrontent le yin et yang et que les 361 cases du plateau correspondant aux 360 jours du calendrier lunaire. Leur partie figure une bataille dont ils sont les stratèges. Grâce au jeu, Go Sankei fasciné, découvre comment Coxinga conduit ses batailles. Enthousiasmé par les succès de Coxinga, Go Sankei dit vouloir le rejoindre. Mais les deux vieillards lui révèlent que ce qu'il a vu de si près sur la table de jeu se déroule en fait à des centaines de lieues de là et que plus de cinq ans se sont en réalité écoulés depuis qu'il suit leur partie. Puis, ils révèlent leur identité, le premier est le fondateur de la dynastie Ming et le second son précieux conseiller.
Les deux joueurs disparaissent. Go Sankei découvre alors qu'une longue barbe lui a poussé et que le prince a maintenant la contenance d'un garçon de sept ans et qu'il a mué. Il demande s'il accepte que Coxinga soit informé de l'endroit où se trouve le prince. Mais il n'a même pas le temps de lui répondre car Tei Shiryû arrive sur eux avec la princesse Sendan. Ils se racontent leurs aventures et comprennent que la montagne fourmille de milliers d'hommes partis à leur recherche sur l'instigation du prince Bairoku.
Ils supplient le premier empereur de la dynastie Ming et Lui Po-wen de Ch'ing-ti'en de les aider. En réponse, un pont de nuages se forme qui les mène de l'autre côté de la vallée et leur permet de s'échapper. Quand le prince Bairoku et ses hommes essaient de les suivre, le pont est emporté par le vent et tous sont précipités au fond de l'abîme. Les survivants sont bombardés à mort de pierres et autres projectiles. Le prince Bairoku, qui réussit à sortir de l'abîme, a la tête fracassée par Go Sankei.
Le petit groupe se rend alors au château contrôlé par Coxinga.

### Acte 5

#### Scène 1
Les forces de Coxinga sont campées devant Nankin - la bataille finale est proche. Coxinga discute avec son conseil composé de Kanki, Go Sankei et Tei Shiryû de la meilleure façon de vaincre le Grand Roi, Ri Töten et leurs troupes.
Go Sankei préconise un ingénieux stratagème : il faut préparer des tubes bourrés de miel et de frelons. Quand  les forces de Coxinga feindront de se retirer, les tubes seront lancés sur les hordes tartares qui les ouvriront par gourmandise ; les soldats devront fuir pour échapper aux piqûres. Cette brèche permettra d'initier le véritable assaut. S'ils prennent les tubes pour les brûler en tas, la poudre placée au fond explosera et les réduira en miettes.
Kanki propose qu'en lieu de miel, plusieurs milliers de paniers de provisions composés de mets délicats, empoisonnés, soient laissés sur le champ de bataille, après quoi ils auront le champ libre pour contre-attaquer.
Coxinga apprécie les deux suggestions mais décide d'engager simplement dans un assaut frontal direct, avec Komutsu et ses troupes japonisantes à l'avant-garde.
La princesse Sendan se précipite alors avec un message de Tei Shiryū : celui-ci a décidé de commettre un suicide d'honneur en attaquant Nankin seul. Coxinga ordonne que l'assaut soit immédiatement lancé.

#### Scène 2
Tei Shiryū arrive à la porte principale de Nankin et défie Ri Tōten. Le premier soldat qui se présente est facilement tué par Tei Shiryū. Voyant que le père de Coxinga est là, le Grand Roi ordonne sa capture. Tei Shiryû est entouré par plus de 50 hommes brandissant des kanabō, il est vaincu, capturé, attaché.
Peu de temps après, Coxinga lance son attaque. Sans armes, il défait tous les arrivants jusqu'à ce que Ri Tōten et le Grand Roi de Tartarie arrivent à cheval, ils ont attaché Tei Shiryû au bouclier de Ri Tōten. Coxinga ne peut plus se résoudre à l'attaque maintenant que Tei Shiryû est otage.
À ce moment du dilemme, Go Sankei et Kanki se précipitent. Ils se rapprochent et se prosternent devant le Grand Roi, prétendant échanger la tête de Coxinga contre leur vie. Le roi se réjouit de leur offre mais quelle n'est pas sa surprise quand ils se relèvent et se saisissent de lui. Pendant la diversion de Go Sankei et Kanki, Coxinga délivre Tei Shiryû du bouclier et y attache Ri Tōten à la place.
Le roi en est quitte pour seulement 500 coups de fouet mais Ri Tōten a la tête et les deux bras coupés respectivement par Coxinga, Go Sankei, et Kanki.
L'empereur Eiryaku monte sur le trône et tout se termine bien.